# Bible de Luther
La Bible de Luther est la traduction allemande de la Bible réalisée par le réformateur Martin Luther à partir des textes originaux en grec pour le Nouveau Testament, dont la traduction parut en 1522, et en hébreu pour l'Ancien Testament, dont la traduction parut en 1534, formant avec le Nouveau Testament et les livres apocryphes la première Bible complète en allemand. 
Ce travail absorba le plus clair des dernières années de la vie de Luther. La Bible de Luther connut un succès immédiat, facilité par la maîtrise encore récente de l'imprimerie. Elle est considérée comme l’œuvre fondatrice de la langue allemande moderne actuelle.

## Avant Luther
Il existait avant la Bible de Luther quatorze traductions en haut-allemand et trois en bas-allemand, pour la plupart partielles. La première traduction complète date de 1466. Toutefois ces traductions étaient basées sur la Vulgate, version autorisée par l’Église catholique ; elles restaient difficilement compréhensibles car elles comportaient encore de nombreux mots latins faute d'équivalent allemand connu des traducteurs. 
Luther et ses amis, principalement Philippe Mélanchthon, rompront avec ces traductions précédentes en partant de textes originaux hébreu et grec, et en recherchant une meilleure qualité de traduction, qui soit accessible au plus grand nombre, tant en Allemagne du Sud qu'en Allemagne du Nord, quitte à faire de longues recherches pour trouver une traduction à chaque mot. Ulrich Zwingli entreprend aussi une traduction basée sur les premières traductions de Luther.

## La traduction

### Le Nouveau Testament

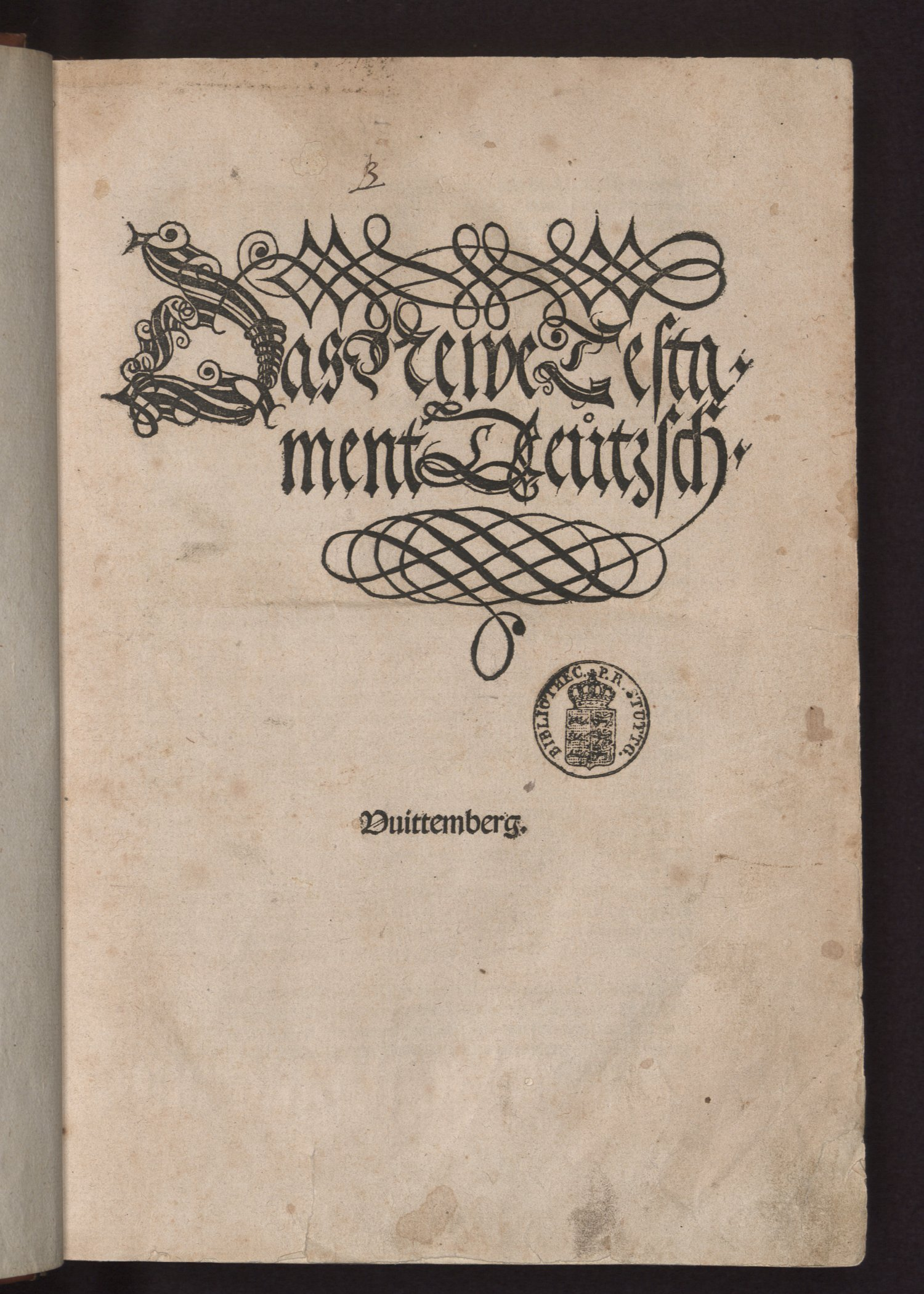
Das Newe Testament Deutzsch, ou le ', paru en 1522.

Proscrit par la décision de la diète de Worms du 26 mai 1521, Martin Luther trouve refuge au château de la Wartburg, près d'Eisenach (Thuringe), sous la protection de l'Électeur de Saxe Frédéric III le Sage. Il y demeure jusqu'au 6 mars 1522 sous le pseudonyme de chevalier Georges et, sur les conseils de Philipp Melanchton, y commence sa traduction de la Bible. 
Fin 1521, il termine en seulement onze semaines la traduction en allemand du Nouveau Testament. Il s'appuie pour cela sur le texte grec rétabli par Érasme (sa deuxième édition, qui date de 1519) et sur une Vulgate. Il a aussi fait avec quelques amis des recherches poussées pour trouver les mots allemands les plus concordants avec le texte grec, allant jusqu'à étudier les parlers populaires et le vocabulaire quotidien afin d'être plus compréhensible. Il entame ensuite, mais ne termine pas, la traduction de l'Ancien Testament. Cette traduction du Nouveau Testament et les traductions partielles de l'Ancien Testament sont imprimées et paraissent respectivement en septembre 1522 (six mois après que Luther a regagné Wittemberg) et au début de 1523. La première publication de la traduction du nouveau testament parue le 21 septembre 1522, connue en Allemagne sous le nom de Septembertestament (de) (Testament de septembre), paraît sous le titre : Das Newe Testament Deůtzsch. En 1525, ces ouvrages ont déjà connu 22 éditions et 110 ré-éditions ! On estime qu'à cette date, un Allemand capable de lire sur trois possède une Bible de Luther.

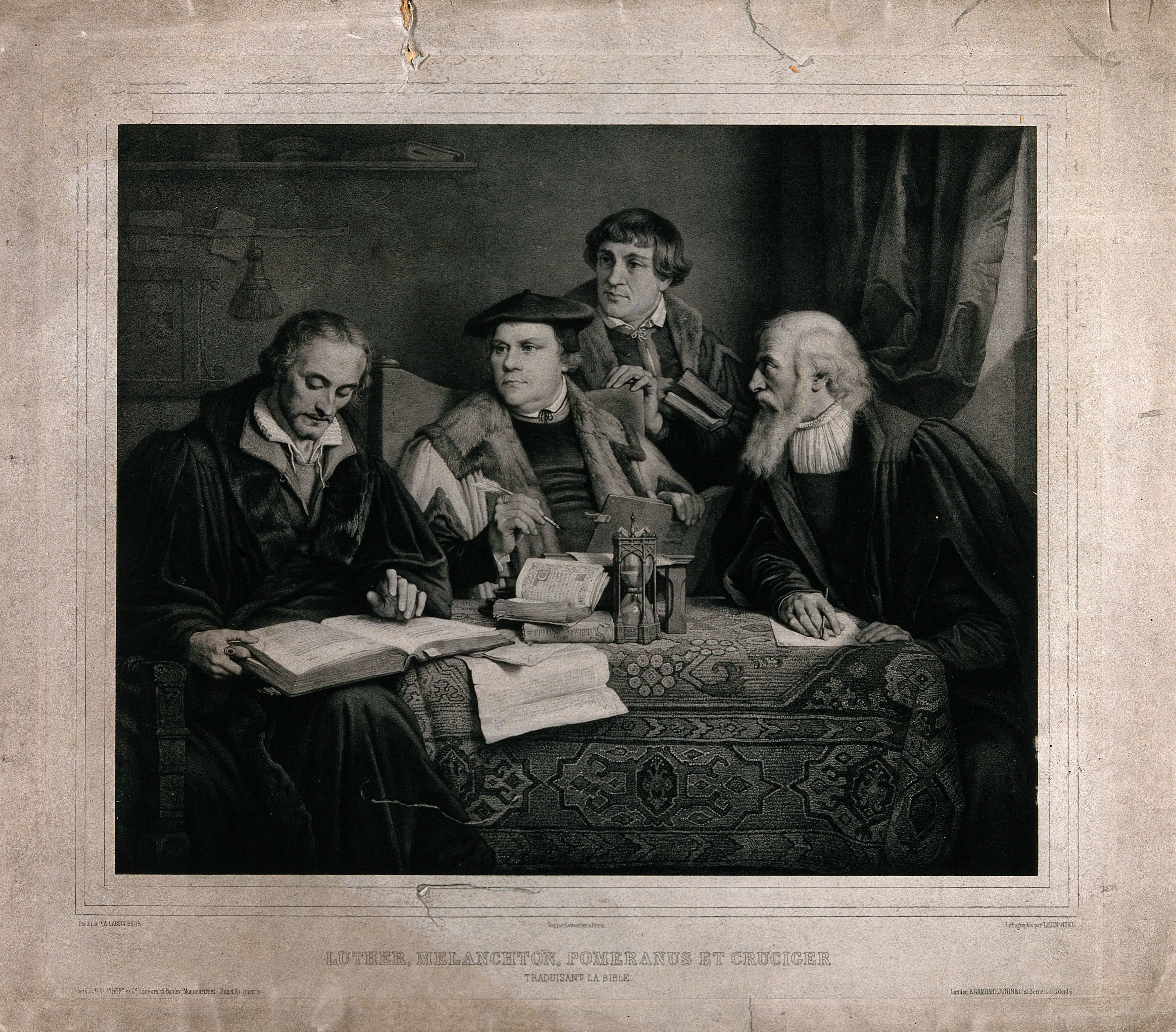
Luther, Melanchthon, Pomeranus et Cruciger traduisant la Bible, lithographie d'Alphonse-Léon Noël (vers 1860) d'après Labouchère, Londres, bibliothèque de la fondation Wellcome.

### L'Ancien Testament
Les compétences de Luther en hébreu étant moindres qu'en grec, la traduction de l'Ancien Testament fut un travail d'équipe avec Philipp Melanchton et de nombreux autres érudits comme Johannes Bugenhagen (surnommé Doctor Pomeranus), Justus Jonas, Caspar Cruciger, Matthäus Aurogallus (de) et Georg Rörer. Témoin de ce travail, le pasteur Johannes Mathesius a rapporté dans un sermon prononcé vers 1564 le témoignage suivant : Melanchthon préparait la Septante, Cruciger la Bible du rabbin Jacob Ben Haïm, Bugenhagen la Vulgate, « alors le président (Luther) proposait un texte et laissait s'exprimer chacun… » La traduction coûta donc de nombreuses années de travail : en octobre 1524 le groupe termina le Pentateuque, les livres historiques et les livres poétiques, en mars 1526 le livre de Jonas, en juin 1526 le livre de Habacuc, en janvier 1528 le livre de Zacharie et en octobre 1528, le livre d'Isaïe. En 1529 le Nouveau Testament fut entièrement révisé et réédité en 1530. Puis vinrent les commentaires et la traduction des livres deutérocanoniques.

### La Bible complète
Ulrich Zwingli, basé à Zurich, entreprend aussi une traduction basée sur les premières traductions de Luther. La Bible de Zurich parait en 1531, trois ans avant la version complète de Luther.
En octobre 1534, Luther publie la Bible complète, y compris les livres apocryphes, imprimée sur les presses de Hans Lufft à Wittenberg. Elle comporte 900 feuillets réunis en six volumes, chacun muni de son propre frontispice et de sa propre numération des pages. Ces six volumes contiennent respectivement : le Pentateuque, les livres historiques et poétiques, les livres prophétiques, les livres apocryphes et enfin le Nouveau Testament. Suivant la coutume de l'époque, la Bible de Luther de 1534 comporte 117 illustrations réalisées à partir de bois gravés.
Luther continuera à affiner sa traduction jusqu'à la fin de sa vie en 1546, date à laquelle paraît une nouvelle édition révisée.

## Critique

### Principes de traduction de Luther et interprétation
Le Réformateur a lui-même décrit ses principes de traduction dans sa lettre sur la traduction (1530) et ses résumés sur les Psaumes et les origines de la traduction (1533) : il voulait allier d'une part un texte fluide et facile à lire pour un lecteur de son temps et, d'autre part, une traduction aussi littérale que possible partout où la formulation biblique paraissait offrir un sens plus profond.
Néanmoins, Luther décida parfois d'adaptations un peu osées. Par exemple, il dut se justifier dès 1530 d'avoir ajouté le mot « seul » au verset de l'épître aux Romains (Chp. 3, verset 28) : « Car nous pensons que l'Homme est justifié par la foi seule, sans les œuvres de la loi » alors que le mot n'apparaît pas dans l'original grec. Luther défendit sa traduction en affirmant que ce mot était nécessaire en allemand et correspondait au sens voulu par l'apôtre Paul.

### Représentativité du vocabulaire
Luther et ses collaborateurs durent acquérir une connaissance encyclopédique en vue de la traduction de l'Ancien Testament. Dans la préface sur le prophète Daniel, on présente au lecteur l'histoire détaillée des Maccabées, décrivant la révolte historique de manière vivante. Mathesius affirme que Luther fit « découper bon nombre de vieux moutons et demanda au boucher de Wittenberg de lui nommer chacun des abats » pour être en mesure de traduire correctement le livre du Lévitique et ses prescriptions sur les sacrifices d'animaux. Ils durent aussi acquérir des connaissances astronomiques. 
En conséquence, la traduction de Luther ne donne pas une image fidèle de l'ancien Proche-Orient ou du monde antique en général, mais représente toujours l'environnement réel de Luther, peuplé de serviteurs et servantes et non d'esclaves, et où poussent des plantes familières et non méditerranéennes.

## Influence

### L’œuvre fondatrice de la langue allemande moderne
Luther prend comme base la langue administrative officielle (die Kanzleisprache) que les cours des princes allemands tentaient de mettre en place pour faciliter les relations entre leurs administrations. La chancellerie de Wittenberg avait donné l'exemple en la matière. Ce mélange de haut-allemand et de bas-allemand était compréhensible tant en Allemagne du Nord qu'en Allemagne du Sud. Mais si cette langue avait été utilisée telle quelle, elle n'aurait pas été comprise par les classes populaires. Luther lui donna une vigueur nouvelle en la simplifiant et l'enrichissant de nombreux mots populaires et d'expressions imagées. « Il faut demander à la mère de famille dans sa maison, aux enfants dans la rue, à l'homme ordinaire au marché (comment on parle allemand), voir comment ils parlent entre eux, et traduire en conséquence, écrivit-il. » « Luther réussit ainsi ce qu'aucun grammairien, aucune académie n'aurait pu réaliser : l'unification relative des parlers allemands. On a bien sûr continué à parler et à écrire les dialectes, mais la distinction était désormais acquise entre un allemand national et des usages provinciaux. » Certains vont plus loin et attribuent à la diffusion de la Bible de Luther, un rôle dans la création de l'identité nationale allemande.

### Diffusion du protestantisme
La Bible de Luther en langue vernaculaire brisa définitivement la domination et de l'unité de l'Église catholique romaine en Europe occidentale. En effet, en diffusant très largement le texte et en attribuant à l’Écriture sainte l'autorité ultime, Luther mettait hors jeu l'autorité des ecclésiastiques, chaque chrétien pouvant, grâce à sa traduction de la Bible, accéder aux sources d'autorité. Selon le mot de l'archevêque anglican Geoffrey Fisher, la Bible de Luther avait déclenché une puissante tempête dans l’Église, transférant le pouvoir à un peuple affranchi de la domination du clergé. La Bible de Luther est ainsi le premier exemple de communication de masse, rendu possible grâce à une technologie nouvelle pour l'époque : l'imprimerie.

### En dehors de l'Allemagne

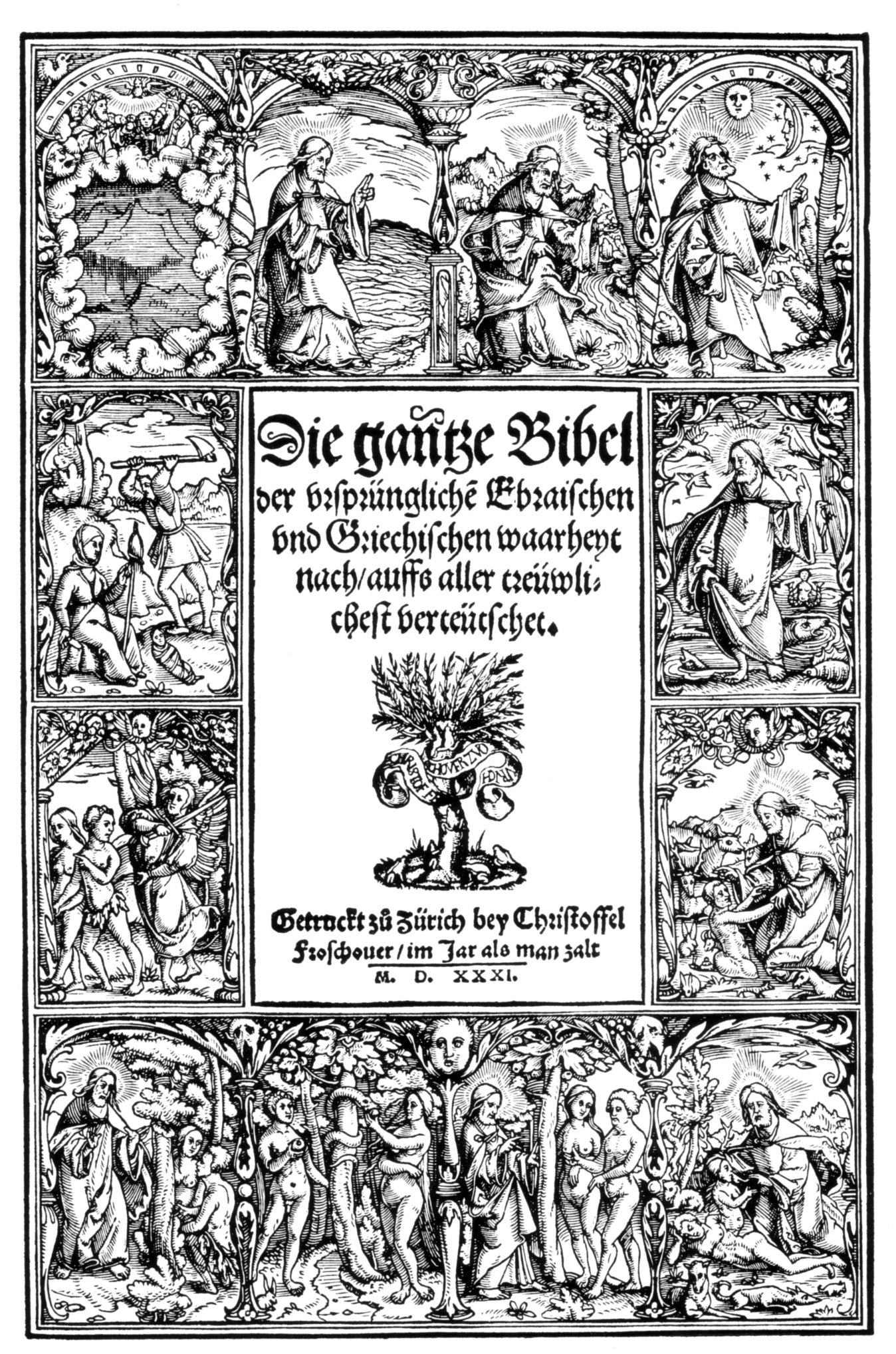
La Bible de Zurich parue en 1931.

Par sa qualité, son accessibilité et sa diffusion très importante, la Bible de Luther avait fait disparaître toute réticence à la traduction de la Bible à partir des textes originaux hébreu et grec. Outre Zwingli avec sa Bible de Zurich parue en 1531, beaucoup d'autres traducteurs, pas tous luthériens, l'imitèrent. La Bible de Luther influença directement les traductions anglaises, notamment celle de Miles Coverdale, première Bible en anglais à être imprimée (1535), puis les traductions suivantes dont la fameuse Bible du roi Jacques (en anglais : King James Version) de 1611, qui eut elle-même une très forte influence sur la langue anglaise. Aux Pays-Bas paraît dès 1526 la Bible de van Liesvelt ; l'érudit anversois Jacob van Liesvelt, jouant sur la proximité des deux langues, a tout simplement traduit en néerlandais le Nouveau Testament en allemand de Luther, et ajouté une traduction de l'Ancien Testament à partir de la Vulgate ![Interprétation personnelle ?] En 1562 paraît une Bible néerlandaise entièrement traduite de l’allemand, et enfin, en 1637, la Bible des États (en néerlandais : Statenbijbel), à la fois première traduction entièrement fondée sur des textes grec et hébreu et version officielle approuvée par les autorités, qui jouera elle aussi par sa diffusion importante un rôle normatif pour l’orthographe et la grammaire du néerlandais. Les traducteurs scandinaves s'inspirèrent également de la Bible de Luther. Pour mémoire, la première traduction en français à partir d'originaux hébreu et grec, la Bible d'Olivétan, préfacée en latin par Jean Calvin, remonte à 1535.

## Source
- Pierre Deshusses, Anthologie de littérature allemande, DUNOD, Paris 1996  (ISBN 2-10-003069-8)